# Chaulmoogra
Hydnocarpus kurzii
Espèce
Synonymes
Taraktogenos kurzii King, 1890
Statut de conservation UICN

 DD  : Données insuffisantes
Le chaulmoogra est un terme général désignant :
- tout d'abord une espèce d’arbres, Hydnocarpus kurzii (ou Taraktogenos kurzii King, répertorié au XIXe siècle par erreur comme étant le Gynocardia  odorata[réf. nécessaire], Hydnocarpus heterophyllus[réf. nécessaire] Kurz.) de la famille des Achariaceae (Flacourtiacées),
- Le médicament naturel, l'huile soignant la lèpre, produite par  ces arbres ainsi que d'autres espèces (Oncoba africain)
- Les semences des arbres de la famille des Flacourtiacées, contenant des acides chaulmoogriques et hydnocarpiques.

Cette huile a servi dans le traitement de la lèpre, entre la fin du XIXe siècle et le début du XXe siècle : les  amandes  des fruits donnent un liquide à l'origine blanchâtre puis une huile grasse et brune, d'odeur   nauséabonde que les Indiens et Chinois utilisaient depuis des millénaires pour guérir les lésions de cette maladie. Elle est toujours très utilisée dans la tradition ayurvédique pour les problèmes de peau.

## Hydnocarpus kurzii

### Étymologie

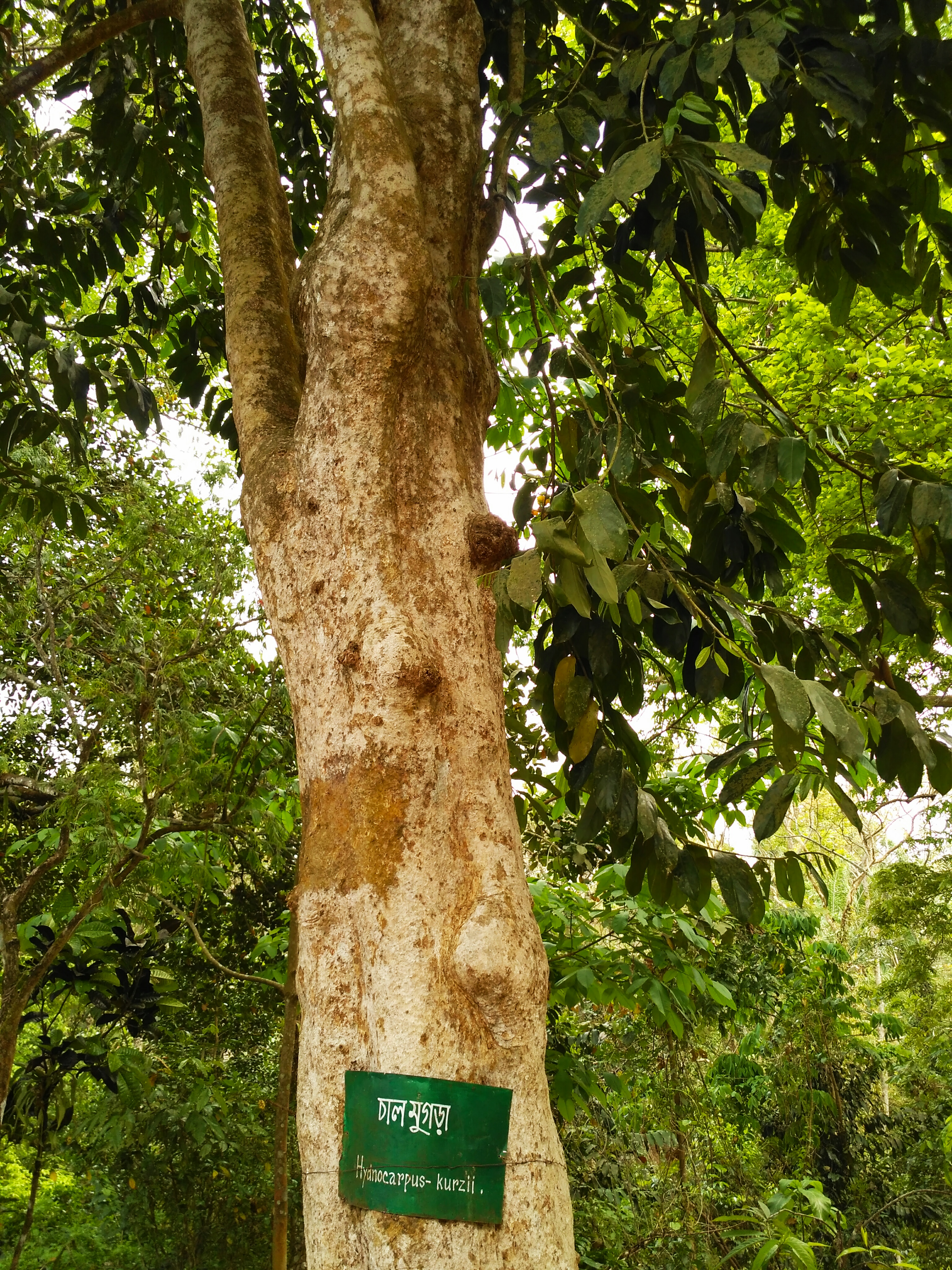
Hydnocarpus kurzii, Lawachara National Park, Bangladesh

L'arbre Hydnocarpus kurzii, (étymologie, du grec uδνον (hýdnon) = éponge und χαρπoς (karpós) = fruit).
L'épithète spécifique kurzii fait référence au botaniste bavarois Wilhelm Sulpiz Kurz (1834-1878).

### Noms vernaculaires
La plante est nommée Tuvaraka en sanskrit et elle porte des noms multiples suivant les espèces :
- Chaulmugra (de caul = « riz », et de maugra, = « chanvre ») autre nom sanskrit,
- Calmogra écrit चौमुगरा en hindi, et en persan,
- en kannada Chalmogra yenne mara, Mirolhakai, Surti, Suranti, Toratti Sarvolu, Thuvaraka,  Kowti,
- en telugu Neerudu ou  Neeradimuthu ,
- en tamil et malaya, Marotti, ourdou Jangali Badam,  Kalaw, Kalawsoet Maikrabao
- en birman, Assam  Memtam, Lamtami,
- 毯利大風子 en chinois[1].

Le terme « chaulmoogra » désignait plusieurs arbres de cette famille des Hynocarpi. Le Krabao (krabau) désigne le fruit de l' Hynocarpus Anthelminthica et au Cambodge le chaulmoogra.

### Confusion avec leGynocardia
Les savants ont longtemps cherché quelle variété d' Hydnocarpus produisait la meilleure huile médicinale, jusqu'à la découverte du Taraktogenos Kurzii  en Birmanie par le Dr Rock, en 1920 et encore ensuite dans les années 1930 car les huiles vendues sur les marchés sous ce nom étaient en réalité souvent une huile falsifiée composée d'huile des graines de variétés différentes d'hydnocarpus :
Le véritable « chaulmoogra » (huile et médicament) provient de l'espèce Hydnocarpus kurzii  (King)  assimilé au Taraktogenos kurzii (King), arbre désigné en birman par le mot Kalaw de la famille des Flacourtiacées, dont les fruits ressemblent à de grosses oranges, Tuvakara en sanskrit et    médecine ayurvédique.

### Découverte
Découvert en Birmanie par Wilhelm Sulpiz Kurz  qui le décrit Forest Flora of British Burma (1868)  puis par Joseph Rock  en 1920. Non réglementé, originaire de l'Inde et de Birmanie, il pousse aujourd'hui après importation  au Japon, au Viêt Nam et au  Sri Lanka, Philippines, Brésil, à La Réunion, Hawaï, à Java et bien d'autres endroits. Sa présence au Yunnan (Chine) n'est pas confirmée.

### Variétés de chaulmoogras
Par extension le « chaulmoogra » (médicament) désigne aussi l'huile médicinale produite par  d'autres  arbres que le Taraktogenos kurzii  et  différentes variétés d'  Hydnocarpus (en) , (Hydnocarpaceae, Hydnocarpus pentandra, Hydnocarpus alcalae, Hydnocarpus anthelmintica, Hydnocarpus castanea, Hydnocarpus ilicifolia, Hydnocarpus pentandra, Hydnocarpus venenata, Hydnocarpus wigthiana, etc.), Asteriastigma macrocarpa, Carpotroche, Caloncoba, Oncoba echinata, Lindackeria, Mayna  etc.

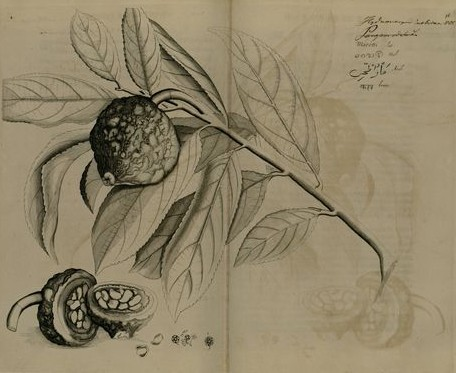
Van Rheede, Hortus Malabaricus, Marotti
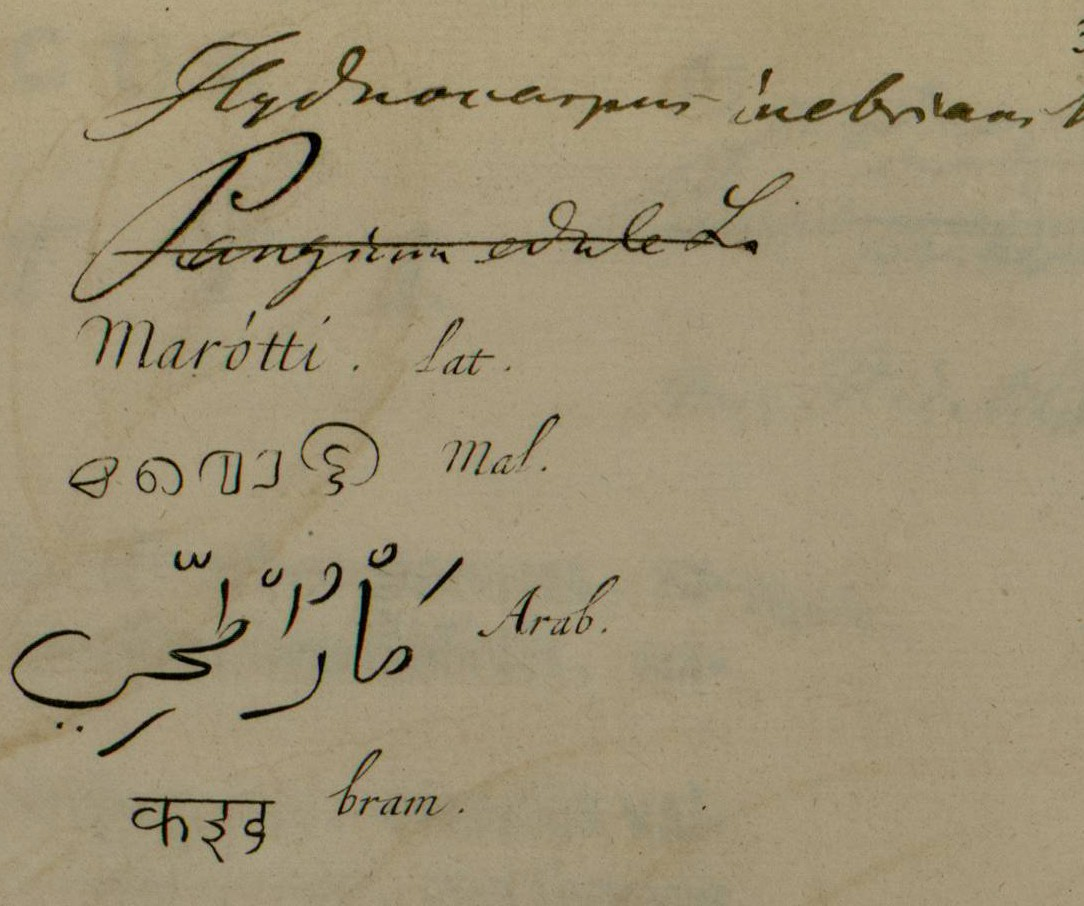
Van Rheede, Hortus Malabaricus ou Hydnocarpus Pentendra

## Histoire

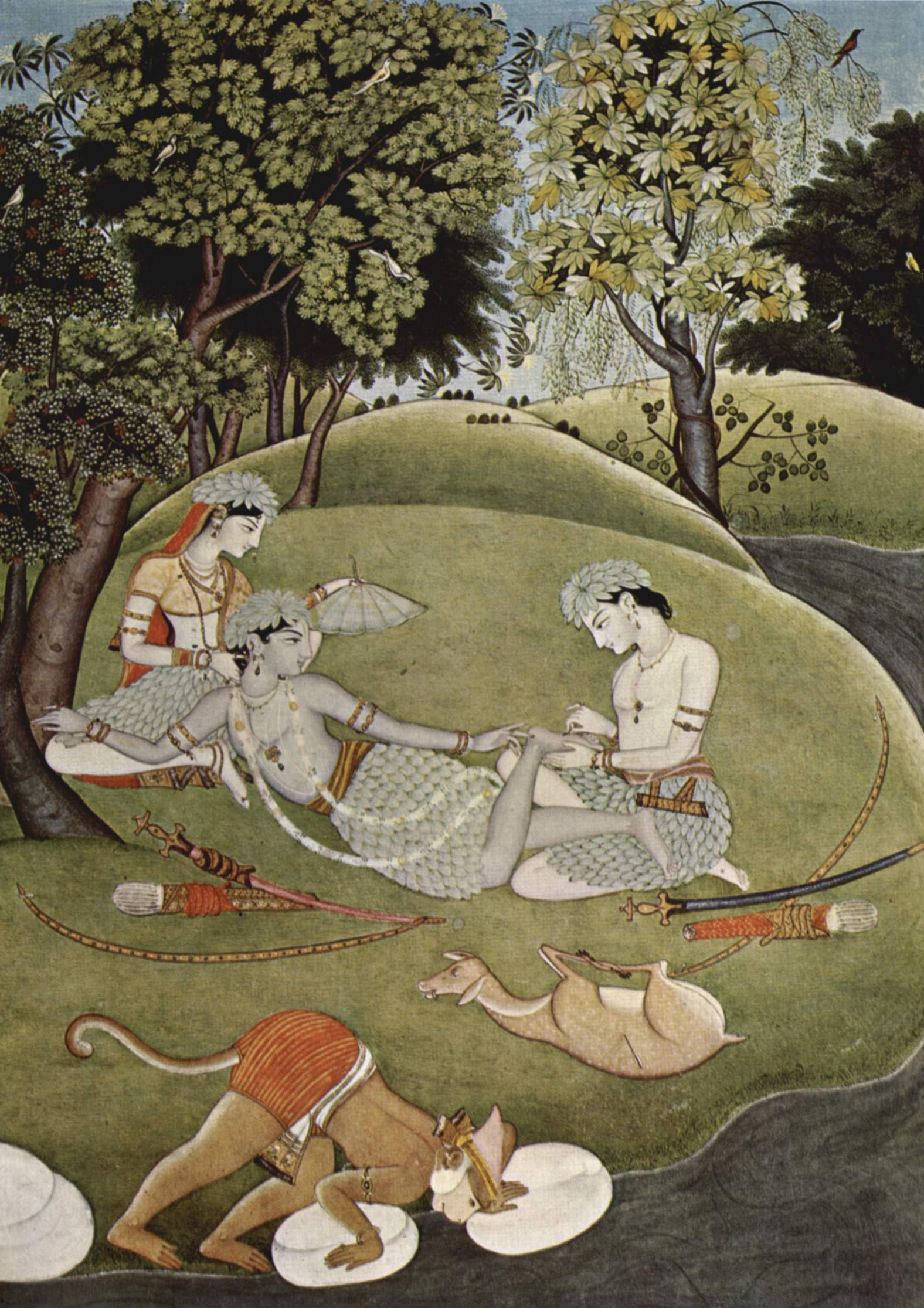
Rama dans la forêt. Peinture Pahari de style École de Kangra, réalisée entre 1780 et 1810.

### Légende
- Selon une légende birmane, à l'époque pré-bouddhique un prince birman contracta la lèpre et vit soudain le fruit de cet arbre, il se traita avec les feuilles et les fruits comestibles de l'arbre kalaw (ou kalawathi) et fut guéri de la lèpre par ce remède. Selon une autre légende hindoue, Rāma, dieu de Bénarès, contracta la lèpre. Il s'enfuit dans la forêt où il découvrit un arbre appelé Kalaw, qui le guérit ainsi qu'une jeune fille du nom de Piya, du clan Shakya réfugiée elle aussi dans la jungle, qu'il soigna ainsi, elle devint son épouse et lui donna seize paires de jumeaux. Rama fonda alors une ville nouvelle, Kalawagara. Cet arbre aurait été selon la légende, à l'origine du genre Hydnocarpus dont plusieurs espèces guérissent de la lèpre.

### Pharmacopée
- Cette huile est aussi mentionnée dans les textes Ayurvediques et dans le Rig Veda. L'arbre se trouve cité dans différents livres anciens de médecine et de pharmacie, comme dans le chapitre XIII du Sushruta Samhita de Sushruta où il est identifié au  Tuvaraka  , Tuvara signifiant « astringent » [5] : une huile extraite du « Tuvaraka » est administrée oralement ou en application externe dans le traitement de la kushtha nom indien de la lèpre ou sur les yeux[6]. Le livre birman  Maha-win-vatthu  y fait aussi allusion.
- Le lèpre en Chine est appelée Ta-Ma-Fen-Ping et le chaulmoogra Ta-Fung-Chi , ( le mot Ta-Fong-Tseu  désigne tous les chaulmoogras) ce qui signifie « semence de la grande maladie » . Il est mentionné pour la première fois par Tchou Tan Ki au XIIIe siècle. On le trouvait dans l'herbier de l'empereur Shennong le Shennong bencao jing [7]. Dans la pharmacopée chinoise, le  Ta Feng Tseu  aurait été composé d'un mélanges de graines d'arbres d'espèces différentes : Hydnocarpus anthelmintica, Taraktogenos kurzii, Tribulus terrestris, Cannabis indica. Le Pen-ts'ao-kang-mu au XVIe siècle), Li Chi Chen mentionnent les graines de Likrabo. D'après le Pien-Tsao[8] de Tan ki 1380) les graines du Lu-Brako  étaient importées du Royaume du Siam[9]. Les Chinois l'importaient aussi de Java.Tchou Tan Ki[10] mit très en valeur l'emploi du chaulmoogra de l' hynocarpus anthelminthica en pharmacie. En 1863 dans son livre sur la médecine chinoise traditionnelle, La Médecine chez les Chinois  Philibert Dabry de Thiersant indique deux fois le chaulmoogra, pour guérir la gale et pour guérir la lèpre « Le deuxième jour : tchoui-jong-san. — Ta-houang yukin, tsao-kio-tsee ; pulvériser et en boire (20s) dans huile de ta-fong-tsee auquel on ajoutera salpêtre et du vin. Ne manger que du miel; avoir soin de se coucher après avoir pris ce remède» .
- La pharmacopée The Bengal Dispensatory (1841), la British Pharmacopeia  et la première édition de la Farmacopéia Venezuelana (1898) incluront le chaulmoogra.

### Botanique
- Le livre du botaniste hollandais Hendrik van Rheede Tot Draakenstein ,  Hortus Malabaricus (en)  (1678) :

«   Vertus de l'Hydnocarpus Pentendra ou Marotti : L'huile extraite des graines de ses fruits, est bonne pour calmer la douleur, guérit le corps scabieux et les parties affectées par un prurit, par son onction. De même cette huile est salutaire aux yeux infectés par les humeurs, qui pleurent beaucoup. L'huile mélangée à la cendre est bonne pour les abcès des juments. Son fruit est appelé sur la côte de Malabar Palega, et les graines broyées tuent les vers dans les ulcères des pieds des hommes par son onction  »
— Van Rheede, Hortus Malabaricus
- Joseph Gaertner, en 1788, cite l'Hydnocarpus dans son De fructibus et seminibus plantarum mais non ses vertus médicinales : il souligne juste que les graines donnent des vomissements.
- Cité aussi dans l'encyclopédie sino-japonaise Wakan sansai zue (1713) et le dictionnaire Makhzan-al-Adwiya (1771) [11].
- En 1815, le naturaliste William Roxburgh identifie dans sa Flore indienne[12] le Kalaw comme Chaulmoogra odorata dans son catalogue des arbres du Jardin botanique de la Compagnie des Indes de Calcutta mais il les confond avec un autre arbre soignant la lèpre, le Gynocardia odorata (en) Sir David Prain directeur du Jardin de Calcutta découvre ensuite l'origine botanique du véritable arbre donnant le chaulmoogra, le Taraktogenus Kurzii King. Cependant dans le commerce, on vendait comme huile de chaulmoogra des huiles provenant de graines de différents Hydnocarpi. En effet, les bêtes féroces, tigres, panthères, léopards se nourrissaient de ces fruits et abondaient aux alentours des arbres Taraktogenos : les indigènes devaient donc partir en groupe de ne ramassaient que le fruits ou les graines tombées à terre, en quantité insuffisante : elles étaient donc souvent mélangées à d'autres graines ensuite dans la fabrication de l'huile chaulmoogra ce qui induisait les chercheurs en erreur.
- Des recherches entreprises par M. Prain, attaché au Jardin botanique de Calcutta prouvèrent que l'huile et les graines de chaulmoogra étaient celles d'un arbre décrit par un botaniste voyageur, Wilhelm Sulpiz Kurz, qui avait décrit la Flore de forêts birmanes ;: Kurz décrit deux Hydnocarpus birmans, l' Hydnocarpus castanea et l' Hydnocarpus Heterophyllum  ou ka-law-hso qui pousse dans le Martaban le Tenasserim et le Pegu Yomah[13].

Le botaniste Sir George King lui donna son nom : Taraktogenus kurzii King.

### Chimie
Le chaulmoogra a été étudié par Frédéric Belding Power des Laboratoires chimiques Wellcome et par Frank Gornall qui découvrirent l'acide chaulmoogrique C18H32O2 en étudiant le chaulmoogra du Taraktogenos Kurzii King trouvée au marché, isolé de l'huile, puis l'acide hydnocarpique C16H28O2 : on en fit des dérivés appelés « chaulmoogriques » comme les éthers éthyliques, acétylés, iodés comme l'antiléprol. Il découvrit que le Gynocardia odorata, qu'on pensait jusqu'alors être à l'origine de l'huile de chaulmoogra, ne contenait en réalité aucun de ces deux acides et portait à tort le nom de chaulmoogra à la suite d'une erreur d'étiquetage au XIXe siècle : on avait ensuite produit de l'huile de Gynocardia et de l'acide gynocardique  ou « faux chaulmoogra » et non de l'huile d'Hydnocarpus'(Taraktogenos)  ou « vrai chaulmoogra » lequel contient seul deux acides gras, l'acide chaulmoogrique et l'acide hydnocarpique  efficaces contre la lèpre.

### La «chasse au Chaulmoogra tree»

#### Travaux préparatoires

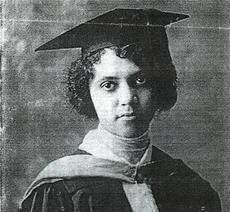
Ball, Alice Augusta en 1915, diplômée en Sciences au Collège de Hawaï

- En 1901, Sir David Prain identifia le chaulmoogra dans un bazar de Calcutta, les pharmacies de Paris et de Londres comme venant du Taraktogenus kurzii King. On cherchait en effet de quelle espèce de cet arbre provenait la véritable huile de chaulmoogra, qu'on trouvait en Chine et ailleurs sur les marchés, puisque l'espèce voisine dite Gynocardia ne produisait que de l'acide gynocardique.
- En 1915, Alice Ball, de l'Université d'Hawaï, identifie les substances chimiques de cette huile, des éthyls esters dérivés des acides gras et fait la première cure contre la maladie de Hansen après extraction de l'huile de chaulmoogra[15].
- En 1918, le Dr Arthur Dean, président de l'Université d'Hawaï, poursuivit les travaux d'Alice Ball, morte prématurément, et produisit une huile de chaulmoogra susceptible de guérir la lèpre.

#### L'expédition

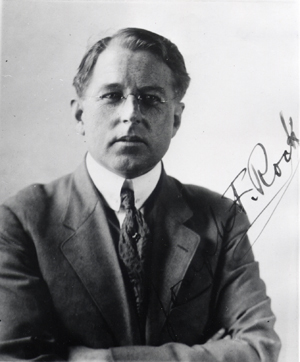
Joseph Francis Rock

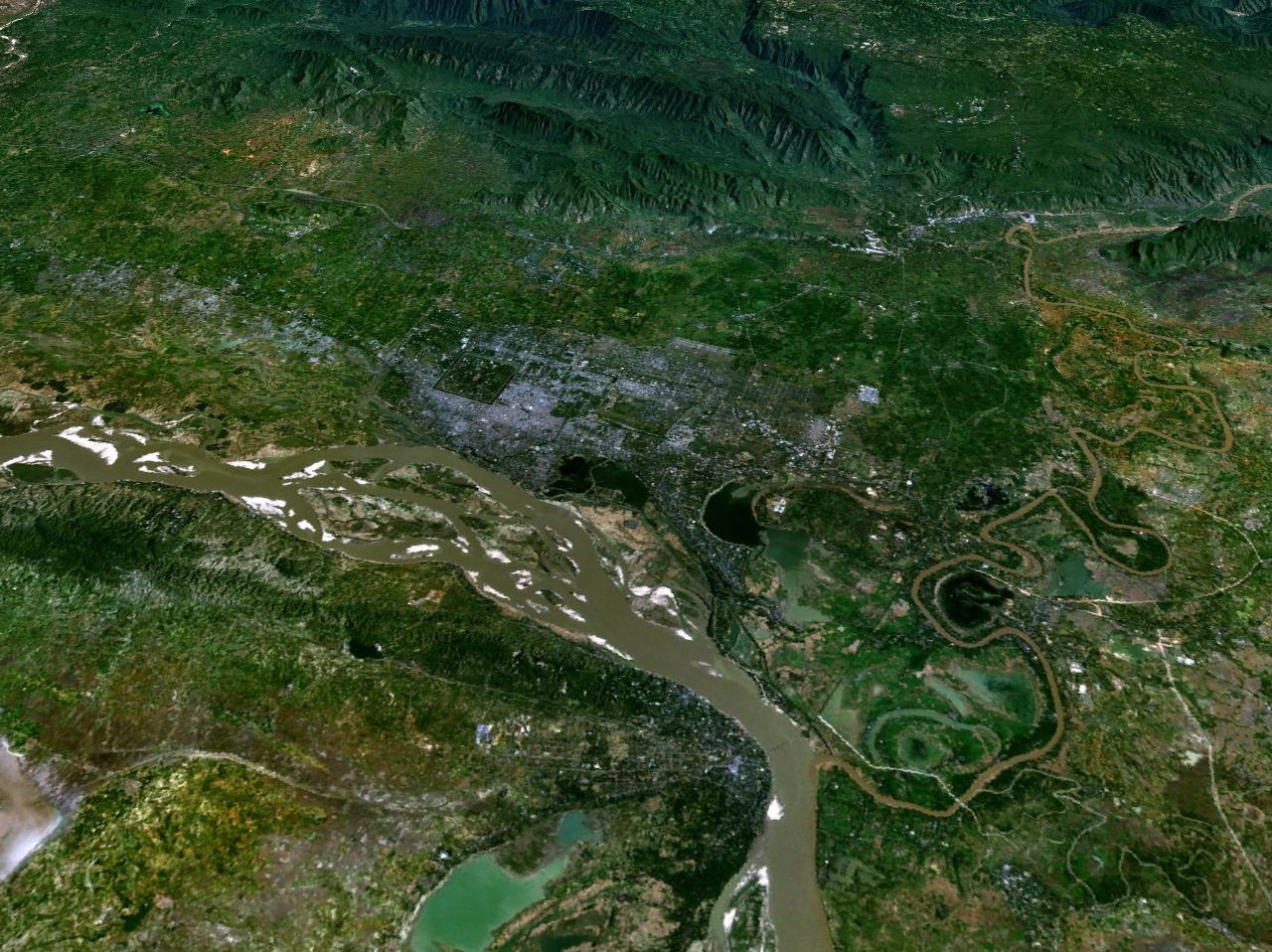
Birmanie, jungle, Mandalay

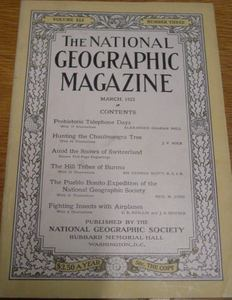
Hunting the chaulmoogra tree, N.G. 1922

Joseph Rock, botaniste de l'Université de Hawaï et aventurier, qui connaissait la légende du kalawathi tree  (Cet arbre était appelé par les birmans des noms de  kalaw, kalaw-sai, kalaw-thein, kalaw-na, kalaw-ni, kalaw-pya, suivant les régions birmanes.), organise alors en 1920 une expédition au Siam et en Birmanie, pour découvrir l'arbre décrit par les pharmacopées chinoises et indienne. Le 25 mai 1920, il part en Asie et prend des contacts à Harvard, puis, à Washington : il obtient alors du département de l’Agriculture une mission en Siam (Thaïlande) à la recherche du véritable arbre « chaulmoogra ». Il est engagé comme « Agricultural Explorer ». Il établit son camp à Lao States près du Mt Dao Chom Chen, où il collecte des H. Castanea et des Quercus. Il engage un interprète, des coolies, affrète une péniche. Il suivit la rivière Nam Ping, infestée de crocodiles, pendant dix jours jusqu'à Raheng. De là il partit avec de coolies en Birmanie, à Rangoun, à Moulmein, puis 

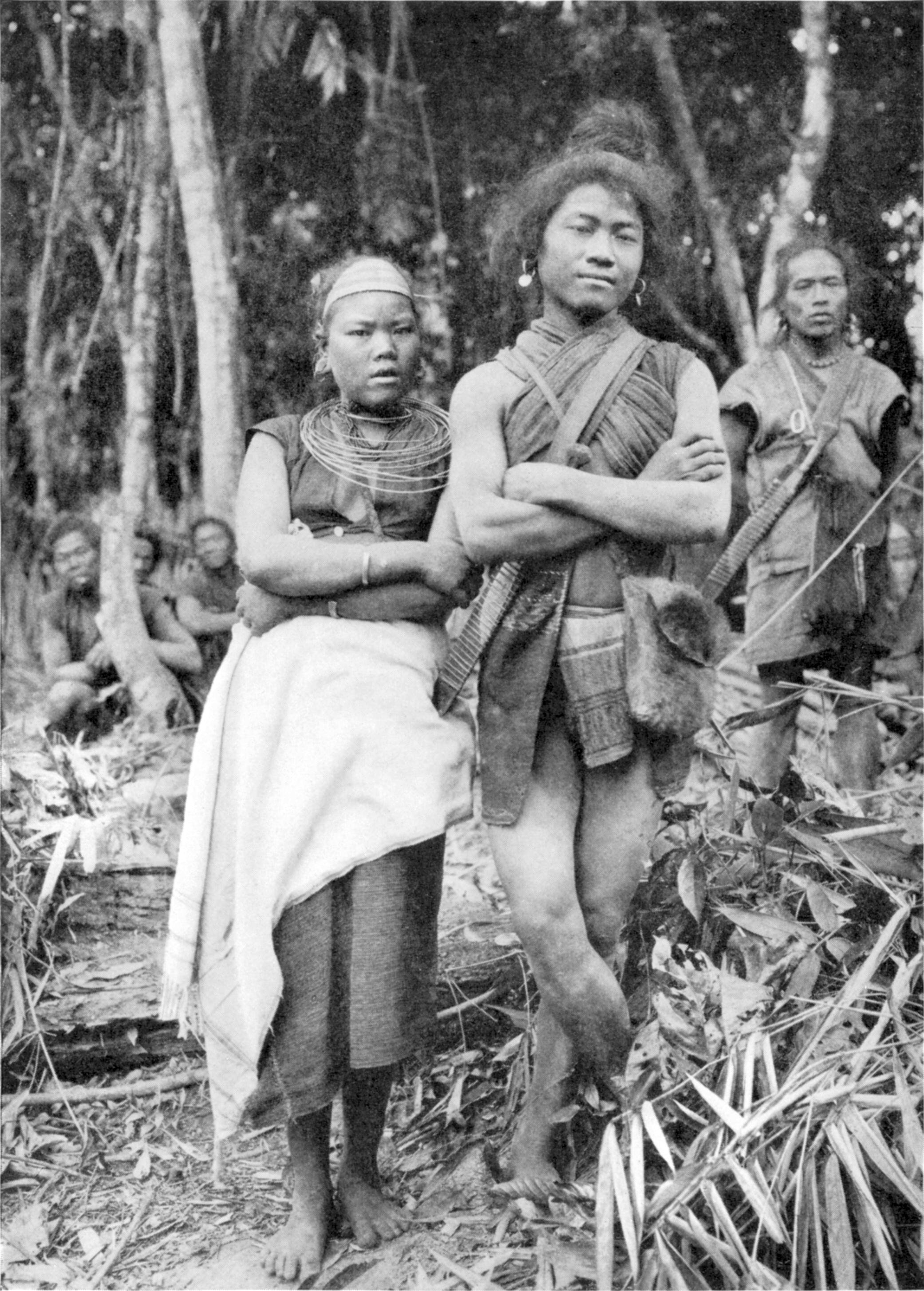
Des membres de l'ethnie Mishmi, à Dibrugarh (Assam), en 1922, après la découverte du chaulmoogra - photographie de J.F. Rock

Martaba où il trouve de l'H. Castanea. Il découvre et identifie alors le Taraktogenos kurzii King (« chaulmograa tree »), au bout de plusieurs mois de marche environné de bêtes féroces et d'insectes venimeux, et de bandits dans la forêt vierge de Haute-Birmanie, le premier spécimen du Taraktogenos à Thynganyinon : mais cet arbre ne porte aucun fruit.
Il repart en train de Amapura à Mandalay, puis Monywa, lieu environné de mouches, avec le vapeur Shillong, puis en bateau à Mawlaik au nord de la Birmanie où on lui indique qu'on trouve des Taraktogenos dans les villages de la jungle, près du Khodan et de la rivière Chindwin. Il est doté de lettres pour les chefs du village. Il trouva enfin des Taraktogenos de l'espèce exacte recherchée par milliers au nord de Mandalay, dans une forêt dense recouvrant les flancs d'une montagne escarpée à une journée de Kyokta sur le Khodan, un petit village dans la jungle de trente habitants : « J'arrivais dans une jungle où je trouvais des milliers de Taraktogenos, mais un seul avait des fruits. Je n'étais pas satisfait avec 170 fruits... » ,,,.Les villageois l'aidèrent à faire la récolte des fruits et des graines, et il repartit à Hawaï.
Il fit paraître au retour un article, en 1922, « Hunting the chaulmoogra tree », sa première publication dans le journal  National Geographic ,,,,.

### L'arbre Chaulmoogra après sa découverte

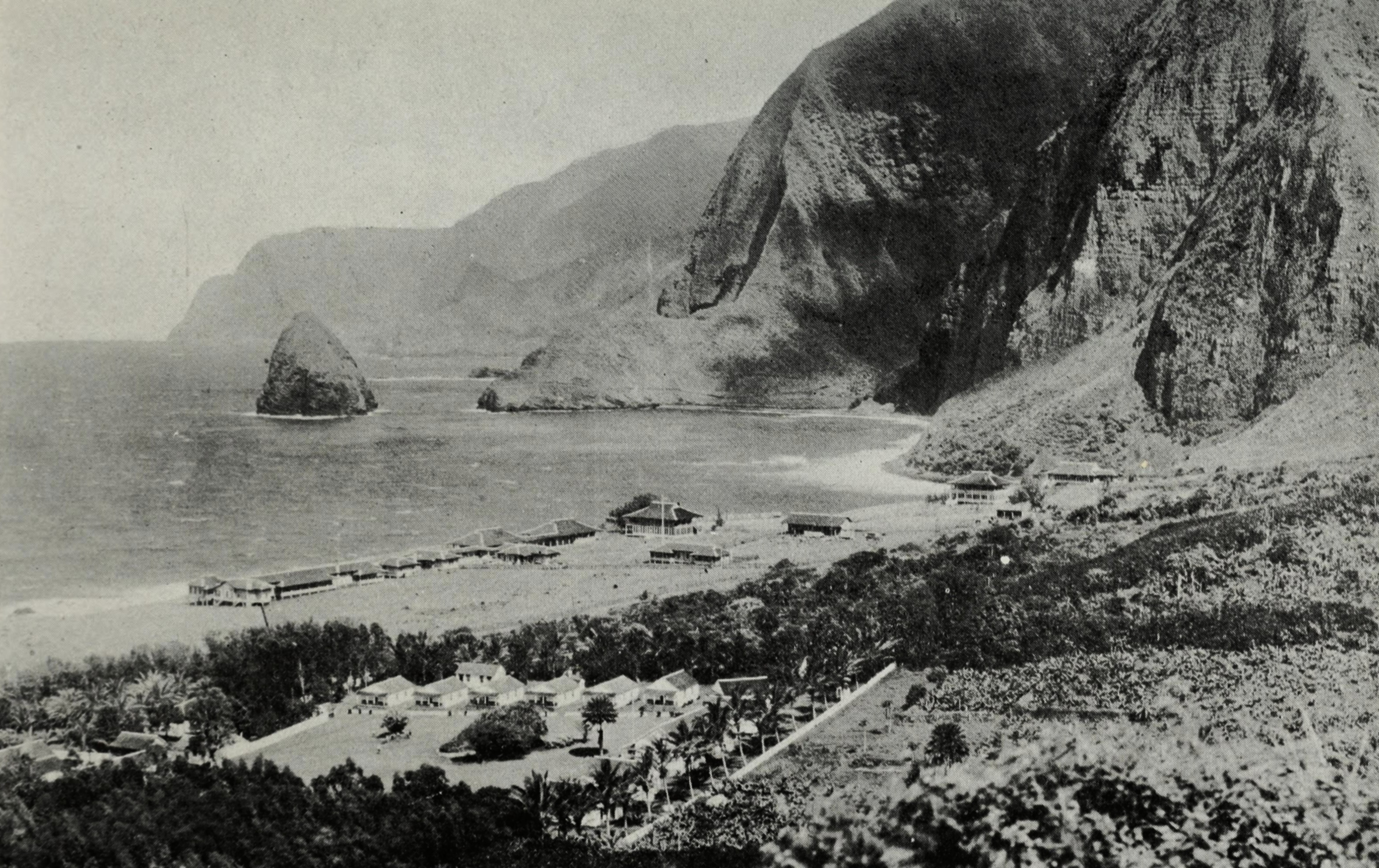
L'île des lépreux, Molokai, en 1922, où fut expérimenté un nouveau traitement à base d'huile de chaulmoogra par le frère Joseph Dutton et Damien de Molokai

- J.F. Rock fit aussitôt importer les graines du Taraktogenus kurzii King, qui furent plantées dans des pépinières, à Hawaï sur l'île d'Oahu (2 980 plants d'arbres en 1921-22[réf. souhaitée]) puis ailleurs, aux Philippines par exemple, pour produire l'huile de chaulmoogra.
- Les Anglais plantèrent cent hectares d'Hydnocarpus au Nigeria[27].
- Au Japon elle fut produite entre 1892 et 1944 par Heibei Okamura (en) Le Chaulmoogra fut introduit au Japon après la Chine sous le nom de Tai-Fu-Shi.
- L'huile de Chaulmoogra était préparée dans la pharmacie gouvernementale de Pondichéry : les graines d' Hydnocarprus wightiana  décortiquées et non décortiquées extraites des tourteaux, broyées et triturées dans un mortier en bois de tamarinier puis filtrées, l'huile extraite était commercialisée et vendue trois roupies. Dix millions de graines traitées par an produisaient trois mille litres d'huile.
- En 1929, Stévenel affirme que le principe actif du chaulmoogra proviendrait du péricarpe et non la pulpe qui contiendrait un glucide cyanogénétiaque : il sera réfuté par Peirier en 1931 qui montre que le principe actif est uniquement présent dans la pulpe de ce fruit[9].

## Utilisation

### Composition
L'huile de Chaulmoogra contient de l'acide hydnocarpique, de l'acide chaulmoogrique, de l'acide gorlique, de l'acide myristique et de l'acide palmitique, de l’acide oléique et acide linoléique ainsi que des insaponifiables . Elle tiendrait des vertus curatives très améliorées de la peroxydation (P. Baranger). Une étude de 1973 donne ces chiffres pour Hydnocarpus wightiana :

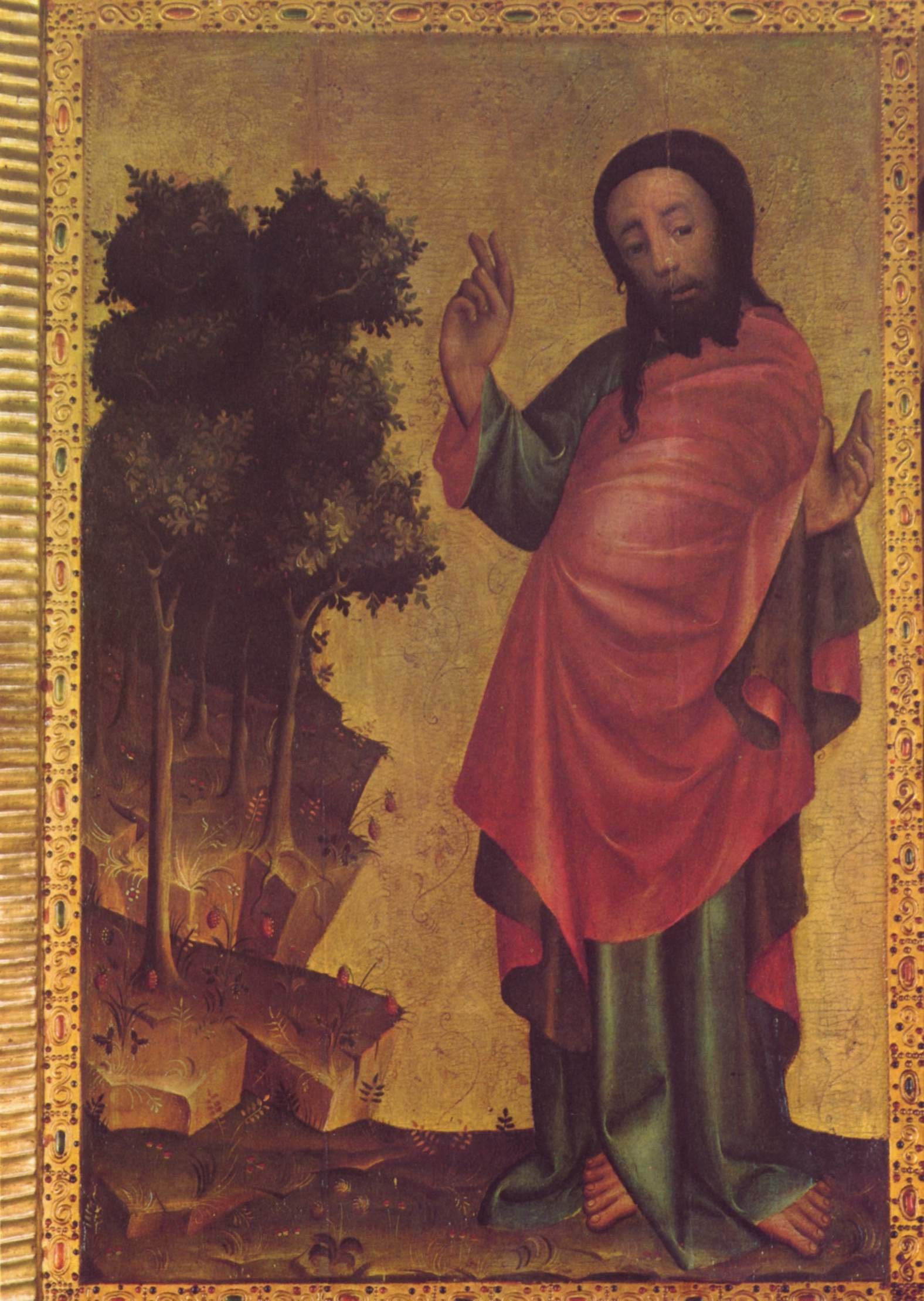
Dieu créant les arbres.

- 35,0 % d'acide chaulmoogrique,
- 33,9 % d'acide hydnocarpique,
- 12,8 % d'acide gorlique,
- 5,6 % d'acide palmitique,
- 3,6 % d'acide oléique,
- 1,8 % d'acide linoléique,
- 1,3 % d'acide palmitoléique,
- 0,8 % d'acide myristique,
- 0,6 % d'acide stéarique.

### Traitement contre la lèpre
En 1854, le médecin Frederick John Mouat professeur à l'Hôpital Médical du Bengale, l'introduit en occident, soignant ses malades avec une lotion externe de chaulmoogra et la poudre en voie orale : il en prescrit au début, trois graines par jour, ou bien six trois fois par jour. Il observa que les médecins indiens dépouillaient les graines de l'écorce, les écrasaient, les mélangeaient avec du beurre ou de l'huile, et enduisaient les parties malades de cette pommade plusieurs fois par jour, en prescrivant de ne pas manger d'aliments salés. Les Chinois l'utilisaient aussi depuis des siècles contre la lèpre, se fournissant à Java . Des différentes mixtures à base de chaulmoogra, celle de Victor Heiser (en) et Elidoro Mercado en 1913 à base d'huile camphrée, résorcine et éther, fut la plus employée ensuite.
Elle fut ensuite utilisée dans le traitement de la lèpre, à partir de 1874, à l'Hôpital de Madras mais fut surtout utilisée en médecine contre la lèpre à partir de 1940.
Peter Jacobsen et Louis Levy ont trouvé dans les années 1970 que cette huile inhibait la multiplication des mycobactéries comme le Mycobacterium leprae.
Mais cette huile trop épaisse administrée sous forme de gélules, de lavements puis d'injections sous-cutanées et intra-musculaires (Tortoulis) faisait éclater les seringues et provoquait de grandes douleurs lors de son injection et elle était d'un goût désagréable en médicament, sous forme de gélules enduites de gélatine provoquait un dégoût insurmontable et des vomissements : elle était donc mélangée avec du rhum (mixture de Jeanselme : un mélange d'huile de vaseline camphrée, Albert Schweitzer la mélangeait avec de l’huile de sésame). Elle était aussi mélangée à du camphre ou du chloroforme. L'Ecco de Muir du docteur Ernest Muir de Calcutta, professeur à l'École de Médecine tropicale, était un mélange d'éthylester d'Hydnocarpus, créosote et camphre, huile d'olive, en doses croissantes, il prescrivait aussi l'iodure de potassium.
La lèpre fut alors traitée à partir de 1941 par les sulfones, puis les Clofazimine et Rifampicine dans les années soixante.
À La Réunion le P.Clément Raimbault la remplaça par une autre huile, moins coûteuse et plus facile à injecter, le  dolno  ou huile de Tamanu, qui ne faisait pas éclater les seringues.
Il est aussi possible d'associer cette huile à des graines de trèfle,  Psoralea corylifolia (en) (Fabacées)  connues en Inde, et dans le Susruta Samhita, sous le nom de Balochi, Babchi, Bakuchi, Bakuci  (de deux espèces : blanc,  sveta ou noir krsna) et Bu Gu Zhi en Chine et contenant des psoralènes pour soigner la lèpre car cette plante soigne les maladies de la peau.

#### Types de préparations
- Huiles
- Gélules
- Poudre
- Émulsions (Pommades)
- Éthers (Antileprol)
- Savons (Krabaoates)

#### Autres usages

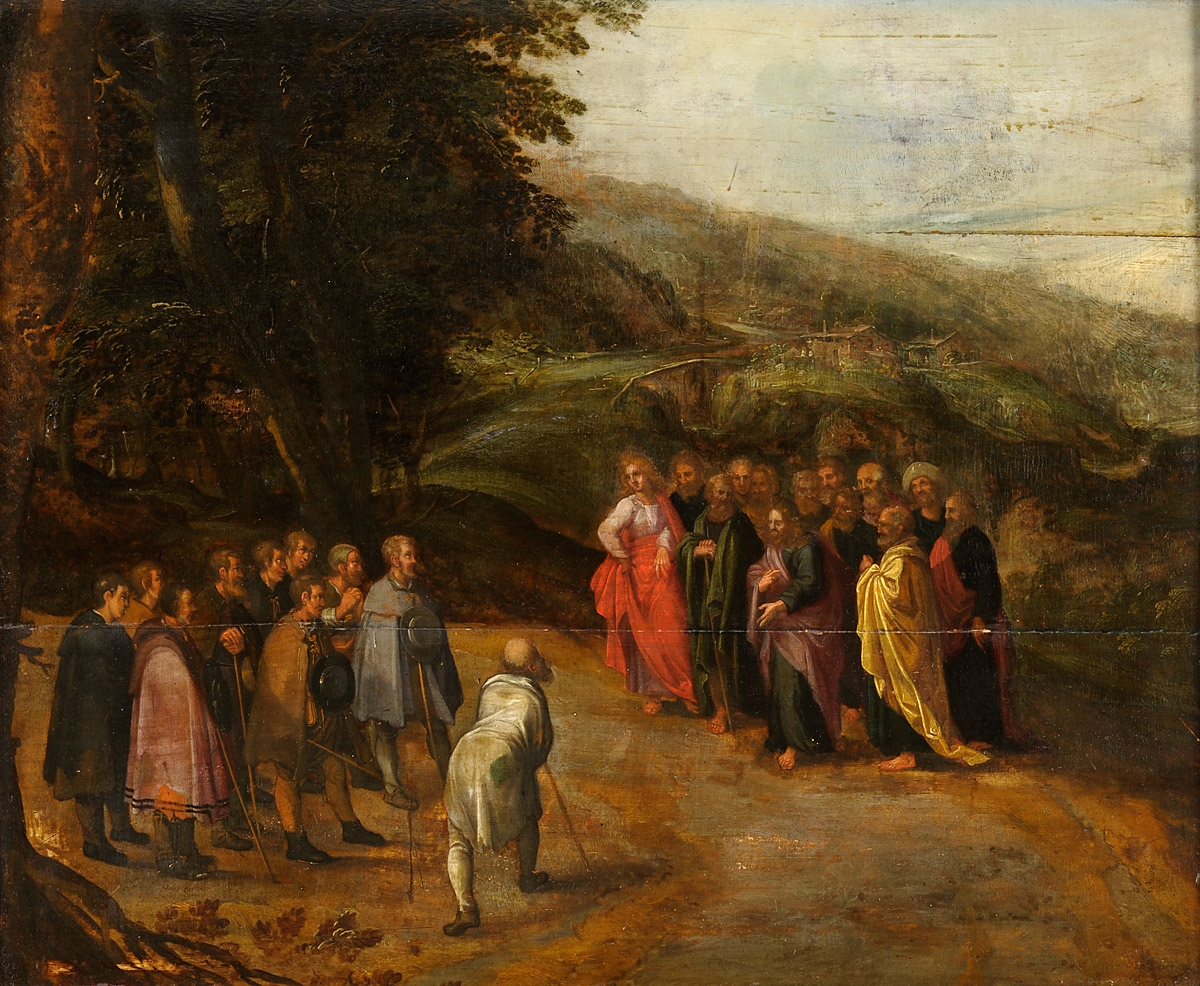
Le Christ soignant dix lépreux sous un arbre, peinture flamande, XVIIe siècle.

Elle est aussi : antibactérienne, antiinflammatoire, elle traite les dermatoses, l'eczéma et le psoriasis, cicatrise les blessures, calme l'arthrite et les rhumatismes, les ulcères, et scrofules, l'herpès et la syphilis. Elle est aussi utilisée en cosmétique, dans les crèmes et lotions.
- Dès 1889, Adrien Bories introduit dans la pharmacopée française "les perles Bories et le baume Bories, à base d'acide gynocardique" comme traitement des bronchites chroniques de la tuberculose et de différentes affections de la peau[35]
- En 1894, le médecin Tortoulis Bey, du Sultan Hussein Kamal guérit un copte de 36 ans de la tuberculose par injections sous-cutanées de chaulmoogra : ce sont les premières injections de chaulmoogra.
- En 1936, Pierre Baranger, professeur à l'Institut Pasteur préparant une thèse sur l'huile de chaulmoogra, découvre que cette huile aurait une efficacité cinquante fois supérieure mélangée à du cholestérol, et dans les années 1950-60 que ses vertus thérapeutiques sont améliorées par la peroxydation en voyant que les Hindous laissaient leurs jarres d’huile exposées au soleil ce qui entraînait une peroxydation naturelle : le peroxyde de chaulmoogra (huile totale) est enrichi en stérols par addition de cholestérol : et cela permettrait de traiter le cancer[36].
- En 2009 Jacques Lecler trouve une autre utilisation du chaulmoogra en combinaison avec des guggulipides en thérapeutique et en cosmétique en particulier pour le traitement de la cellulite [37]
- Le « chaulmoogra africain » est en fait l'Huile de Gorli. Il est produit par des Oncacées.
- Aujourd'hui elle est utilisée en cosmétique : pour la santé de la peau, et en dermatologie, contre l'eczéma, l'acné, les boutons, les dartres, l'herpès, le psoriasis, etc.